# Вукашин Ранђеловић
Вукашин Ранђеловић (Београд, 1992) српски је глумац.

## Биографија
Глуму је дипломирао на Академији уметности Универзитета у Новом Саду. Током студија је био активан у Академском позоришту „Промена”.
Од 2018. је запослен у драмском ансамблу Српског народног позоришта. Поделио је Награду Предраг Томановић с Миом Симоновић, колегиницом из представе Моћни ренџери не плачу. Остварио је више филмских и телевизијских улога.

## Улоге

### Позоришне представе
| Представа                                        | Улога                                 | Режија              | Позориште                         | Премијера           |
| ------------------------------------------------ | ------------------------------------- | ------------------- | --------------------------------- | ------------------- |
| Небески одред                                    | Стрељани, Ађутант                     | Миа Кнежевић        | Савез драмских уметника Војводине | 18. октобар 2014.   |
| Ивона, бургундска кнегиња                        | Дворјанин                             | Радослав Миленковић | Српско народно позориште          | 23. март 2015.      |
| Виолиниста на крову                              | Јусл, шеширџија                       | Атила Береш         | Српско народно позориште          | 23. мај 2015.       |
| Лизистрата или поразговарајмо мало о рату и миру |                                       | Никита Миливојевић  |                                   | јун 2015.           |
| Енциклопедија изгубљеног времена                 | Радник, обезбеђење, грађанин, батинаш | Сњежана Бановић     | Позориште младих                  | 23. октобар 2015.   |
| Крај партије                                     | Хам                                   | Ивана Јаношев       | Академско позориште „Промена”     | 18. април 2017.     |
| Деца                                             | Бубенхоф                              | Љубослав Мајера     |                                   | 20. мај 2017.       |
| Аника и њена времена                             | Лале                                  | Ана Ђорђевић        | Српско народно позориште          | 20. октобар 2017.   |
| Док чекамо Годоа                                 | Срећко                                | Вукашин Ранђеловић  |                                   | 21. децембар 2017.  |
| Понуда која се не одбија                         | Мигрант                               | Харис Пашовић       | Новосадско позориште              | 12. фебруар 2018.   |
| Илустрована енциклопедија нестајања              |                                       | Золтан Пушкаш       | Српско народно позориште          | 12. март 2018.      |
| Моћни ренџери не плачу                           | Милош                                 | Тијана Васић        | Српско народно позориште          | 24. мај 2018.       |
| Крваве свадбе                                    | Вереник                               | Игор Вук Торбица    | Српско народно позориште          | 9. август 2018.     |
| Вештице из Салема                                | Пречасни Хејл                         | Никита Миливојевић  | Српско народно позориште          | 14. септембар 2018. |
| Антигона 1918.                                   | Хор                                   | Милан Нешковић      | Српско народно позориште          | 24. јануар 2019.    |
| Најусамљенији кит на свету                       |                                       | Зијах Соколовић     | Српско народно позориште          | 6. март 2019.       |
| Смедерево 1941.                                  |                                       | Ана Ђорђевић        | Српско народно позориште          | 27. септембар 2019. |
| Новосадски омнибус                               |                                       |                     | Српско народно позориште          | 12. фебруар 2020.   |
| Ко је убио Џенис Џоплин?                         |                                       | Соња Петровић       | Српско народно позориште          | 9. март 2020.       |
| Розенкранц и Гилденстерн су мртви                | Гилденстерн                           | Игор Павловић       | Српско народно позориште          | 4. септембар 2020.  |
| Деобе                                            | Вита                                  | Jуг Радивојевић     | Српско народно позориште          | 16. март 2021.      |
| Мидлсекс                                         | Џером / Доктор Фил                    | Јована Томић        | Српско народно позориште          | 18. новембар 2021.  |
| Kод Вечите славине                               |                                       | Соња Петровић       | Српско народно позориште          | 21. фебруар 2022.   |
| Мефисто                                          | Цезар фон Мук                         | Харис Пашовић       | Српско народно позориште          | 12. јул 2022.       |
| Скупљачи перја                                   | Шандор                                | Дејан Пројковски    | Српско народно позориште          | 8. новембар 2023.   |

### Филмографија
| Год.       | Назив                                  | Улога       |
| ---------- | -------------------------------------- | ----------- |
| 2008.      | Мисија: Лептир (кратки филм)           |             |
| 2010.      | У сосу (серија)                        | Неца        |
| 2018—2019. | Убице мог оца (серија)                 | Дућа        |
| 2020.      | Неки бољи људи (серија)                | Конобар 1   |
| 2020—2021. | Ургентни центар (серија)               | Ненад Ракић |
| 2021.      | Нечиста крв (серија)                   | Младен      |
| 2022.      | Ђенга, чудна игра                      | Весна       |
| 2022.      | Први Сервис (серија)                   | Тед Николич |
| 2023.      | Заљубљена Ана, господин заборав и мама | Весна       |
| 2023.      | Мања                                   | Јова        |

## Награде и признања
| Година | Остварење              | Награда                                    |
| ------ | ---------------------- | ------------------------------------------ |
| 2019.  | Моћни ренџери не плачу | Награда Предраг Томановић                  |
| 2020.  |                        | Годишња похвала Српског народног позоришта |